# نورمان فايفر
نورمان فايفر (بالإنجليزية: Norman Pfeiffer)‏ هو مهندس معماري أمريكي، ولد في 1940 في سياتل في الولايات المتحدة.